# Lodewijk Napoleonplantsoen en omgeving
Het Lodewijk Napoleonplantsoen is een buurt in de wijk Oost in Utrecht, de hoofdstad van de Nederlandse provincie Utrecht.
De buurt is gelegen tussen de Kromme Rijn en de Koningsweg en wordt gekenmerkt door een witkleurige flatbouw, in enkele rijen opgesteld aan dit plantsoen. Het is een kleine wijk en maakt slechts een gering deel uit van de bevolking van Utrecht-Oost. De buurt valt demografisch op in Utrecht-Oost, met als een van de weinige buurten een mix van verschillende groepen uit de samenleving, allochtoon/autochtoon, studenten, samenwoners en ouderen.
De woningcorporatie Mitros heeft in samenwerking met leerlingen en leerkrachten van de Kranenburgschool voor praktijkonderwijs aan het Lodewijk Napoleonplantsoen het meeting point "Graag Gedaan" ingericht. Van hieruit verrichten leerlingen kleine huishoudelijke en technische diensten, bewoners kunnen elkaar hier ontmoeten en verrichten buurtbeheerders samen met leerlingen werkzaamheden. Daarnaast is er een drukke buurtvereniging die van alles en nog wat organiseert, buurtbarbecues, werken aan de tuin etc. Een buurt waar dus veel voor en door elkaar gedaan wordt.
Abstede · Buiten Wittevrouwen · Galgenwaard · Lodewijk Napoleonplantsoen en omgeving · Maarschalkerweerd · Oosterbuurt · Oudwijk · Rijnsweerd · Rubenslaan en omgeving · Schildersbuurt · Sterrenwijk · Tolsteegsingel en omgeving · Utrecht Science Park · Watervogelbuurt · Wilhelminapark en omgeving